# Javier Casas
Javier Casas Cuevas (Bilbao, 9 maggio 1982) è un ex calciatore spagnolo, di ruolo difensore.

## Carriera

### Club
Si forma nelle giovanili dell'Athletic Club, per poi debuttare nel Baskonia nel 2000. Dopo un anno torna nell'Athletic nella formazione B, dove gioca per tre stagioni. Dal 2004 al 2009 fa parte della formazione principale dell'Athletic Club, per poi trasferirsi prima al Cordoba, poi al Cartagena, neopromosso in seconda divisione ed infine all'Alavès.

### Nazionale
Non è mai stato convocato dalla sua nazionale, ma ha giocato un incontro amichevole con la maglia dell'Euskal Selekzioa, la rappresentativa formata da soli giocatori baschi.